# 永野由祐
永野由祐（日语：／ Nagano Yuusuke，1994年5月23日—）是日本男聲優，隸屬於ARTSVISION。

## 經歷
- 日本播音演技研究所出身[1]。

## 人物
- 興趣和特技是足球、卡拉OK[1]。

## 出演作品
- 主要角色以粗體顯示。

### 電視動畫
2016年
- 龍族拼圖X（係員）

2017年
- UQ HOLDER! ～魔法老師! 2～（白石）
- 國王遊戲（山下敬太）
- 偶像大師 SideM（神樂麗）

2018年
- 偶像大師 SideM 事出有因Mini!（神樂麗）

2019年
- 籃球少年王（星野）

2020年
- 籃球少年王（男學生、觀眾）

2021年
- 白沙的水族館（比嘉瑛士）

2022年
- 飆速宅男 LIMIT BREAK（學生）

2023年
- 躍動青春（栗須）
- 異世界一擊殺姊姊 ～姊姊同伴的異世界生活開始了～（冒險者C）
- 勇者赫魯庫（觀眾）

2025年
- 魔法使的約定（利凱[2]）
- 機動戰士Gundam GQuuuuuuX（肯恩[3]）

### 劇場版動畫
2015年
- 劇場版 飆速宅男

2016年
- 電影版妖怪手錶：飛天巨鯨與兩個世界的大冒險喵！（街上的人們）

2020年
- 想哭的我戴上了貓的面具（新堀步）

2021年
- 刀劍神域劇場版 -Progressive- 無星夜的詠嘆調

2022年
- 刀劍神域劇場版 -Progressive- 陰沉薄暮的詼諧曲（希瓦塔[4]）

### 遊戲
2016年
- 偶像大師 SideM（神樂麗）

2017年
- 偶像大師 SideM 獻唱舞台！（神樂麗）

2019年
- Op8♪ （天羽琉玖）
- 魔法使的約束 （リケ）

2020年
- Tokyo Debunker （圓山葉夢）

2021年
- 偶像大師 POPLINK（神樂麗）
- 偶像大師 SideM GROWING STARS（神樂麗）

2022年
- 夢職人與無法忘懷的黑妖精（ジーヴル）

## 外部連結
- （日語）事務所個人介紹頁 （页面存档备份，存于）
- （日語）twitter （页面存档备份，存于）